# Communauté de communes de La Motte-du-Caire - Turriers
La communauté de communes du La Motte du Caire - Turriers est une ancienne communauté de communes française, située dans le département des Alpes-de-Haute-Provence en région Provence-Alpes-Côte d'Azur.

## Historique

Logo du SIVOM.

La communauté de communes provient de l'un des plus anciens EPCI du département, le SIVOM de La Motte-Turriers fondé en 1962.
Le schéma départemental de coopération intercommunale de 2011 prévoyait sa fusion avec les communautés de communes du Sisteronais et de la Vallée du Jabron. Des amendements ont conduit au maintien des trois structures intercommunales en l'état. Par ailleurs, les dispositions législatives de l'époque prévoyaient le rattachement des communes isolées. Curbans et Thèze rejoignent la communauté de communes le 1er janvier 2014.
La loi no 2015-991 du 7 août 2015 portant nouvelle organisation territoriale de la République, dite « loi NOTRe », impose aux établissements publics de coopération intercommunale à fiscalité propre une population supérieure à 15 000 habitants, avec des dérogations, sans pour autant descendre en dessous de 5 000 habitants. La communauté de communes de La Motte-du-Caire - Turriers comptait 2 764 habitants en 2012 ; elle ne peut pas se maintenir. Le SDCI propose une fusion avec les communautés de communes du Sisteronais et les CC haut-alpines du Canton de Ribiers Val de Méouge et du Laragnais. Ces quatre communautés de communes forment le pôle sisteronais. Aucun changement n'est apporté après réunion de la commission départementale de coopération intercommunale du 21 mars 2016, précédant l'adoption du SDCI le 25 mars.
En outre, la commune de Bellaffaire, qui faisait partie de la communauté de communes du Pays de Serre-Ponçon, a rejoint la communauté de communes de La Motte-du-Caire - Turriers le 1er janvier 2016, à la suite d'un arrêté préfectoral du 22 décembre 2015. Piégut devrait aussi la rejoindre en 2017. Claret et Curbans la quitteront et seront rattachées à la communauté d'agglomération Gap-Tallard-Durance.
La fusion de la communauté de communes de La Motte-du-Caire - Turriers avec six autres communautés de communes (une des Alpes-de-Haute-Provence et cinq des Hautes-Alpes) a été prononcée par l'arrêté préfectoral no 05-2016-11-14-003 du 14 novembre 2016. La nouvelle structure intercommunale prend le nom de « communauté de communes Sisteronais-Buëch ».

## Territoire communautaire

### Géographie
La communauté de communes est située au nord du département des Alpes-de-Haute-Provence, dans l'arrondissement de Forcalquier.

### Composition
La communauté de communes contenait les communes de Bayons, Bellaffaire, Le Caire, Châteaufort, Clamensane, Claret, Curbans, Faucon-du-Caire, Gigors, Melve,La Motte-du-Caire, Nibles, Sigoyer, Thèze, Turriers et Valavoire.

### Démographie
| 1968  | 1975  | 1982  | 1990  | 1999  | 2008  | 2013  |
| ----- | ----- | ----- | ----- | ----- | ----- | ----- |
| 1 675 | 1 650 | 1 764 | 2 063 | 2 233 | 2 609 | 2 753 |

En incluant la commune de Bellaffaire, la population municipale de la communauté de communes s'élève à 2 904 habitants.

## Administration

### Siège
Le siège de la communauté de communes est situé à La Motte-du-Caire.

### Les élus
La communauté de communes est gérée par un conseil communautaire composé de 28 membres (délégués hors suppléants) représentant chacune des communes membres et élus jusqu'à la disparition de la structure intercommunale.
Depuis l'adhésion de la commune de Bellaffaire, ils sont répartis comme suit :
| Nombre de délégués    | Communes                                                                                                   |
| --------------------- | --- |
| 4                     | Curbans, La Motte-du-Caire                                                                                 |
| 3                     | Turriers                                                                                                   |
| 2                     | Bayons, Claret, Thèze                                                                                      |
| 1 (plus un suppléant) | Bellaffaire, Le Caire, Châteaufort, Clamensane, Faucon-du-Caire, Gigors, Melve, Nibles, Sigoyer, Valavoire |

### Présidence
Le conseil communautaire du 14 avril 2014 a réélu son président, Jean-Jacques Lachamp (maire de Nibles), et désigné ses six vice-présidents qui sont, :
1. Gérard Magaud (élu à Gigors) ;
2. Jérôme Francou (élu à La Motte-du-Caire) ;
3. Aliette De Wyndt (élue à Turriers) ;
4. Bernard Gacon (élu à Clamensane) ;
5. Jean-Michel Magnan (élu au Caire) ;
6. Francesco Allegra (élu à Curbans).

### Compétences
La communauté de communes exerce les compétences suivantes, déléguées par les communes membres :
- développement et aménagement économique ;
- aménagement de l'espace ;
- environnement et cadre de vie ;
- production et distribution d'énergie ;
- développement et aménagement social et culturel ;
- logement et habitat.

### Régime fiscal et budget
La communauté de communes applique la fiscalité additionnelle.
- Total des produits de fonctionnement : 1 297 000 €uros, soit 2 724 €uros par habitant
- Total des ressources d’investissement : 1 043 000 €uros, soit 2 191 €uros par habitant
- Endettement : 0 €uros, soit 0 €uros par habitant[10].